# Грезе Микола Самуїлович
Микóла Самуї́лович (Самійлович) Грезе (1886—1942) — український ентомолог, фахівець із захисту лісових деревних рослин від комах-фітофагів. Батько В. М. Грезе.

## Біографія
Микола Самуїлович Грезе народився в родині Самуїла Федоровича Грезе, викладача Московського комерційного училища, та його дружини Марії Олександрівни.
Після закінчення Московського університету його лишили на кафедрі зоології у штаті Зоологічного музею для підготовки до професорського звання. Він працював асистентом, брав участь у створенні його експозицій.
1918 року сім'я переїжджає до Києва. М. Грезе працює викладачем, потім науковцем на Дарницькій дослідній лісовій станції. Тут він захистив кандидатську дисертацію. Через десять років він разом з родиною переселяється до Харкова і живуть в особняку на вулиці Ольмінського (будинок зберігся до наших днів). Микола Самуїлович очолює сектор у Харківському інституті лісового господарства та меліорації.
Під час окупації міста в період війни він з дружиною загинув.

## Наукова діяльність
Іще у студентські роки (1909—1910) Микола Самуїлович в лабораторії університетського зоомузею вивчав статевий диморфізм жуків, обробляв колекції павуків та косариків.
Вчений описав нові рід і вид комах — Uscana (базіоним Bruchoctonus) senex Grese 1923 — паразитичну осу родини Trichogrammatidae, яка вражає яйця горохової зернівки.
У 1930 роки М. Грезе досліджував, як діяльність комах-листкогризів впливає на приріст деревини, випробував хімічні методи боротьби з хрущами, розробляли новий спосіб обліку гусені соснового шовкопряду за допомогою клею. Одним з перших ентомологів він ще у 1939 році розпочав дослідження штучних лісів та лісових смуг на пісках у Нижньому Придніпров'ї. М. Грезе зробив значний внесок у вивчення біології таких важливих для лісу комах як великий сосновий довгоносик, великий дубовий вусач, паразити жуків-короїдів.
М. Грезе листувався з одним з найвідоміших російських ентомологів А. П. Тян-Шанським.
Відомими науковцями-гідробіологами стали син вченого — Володимир та брат Борис Самуїлович.

## Наукові праці
- Пауки Нижегородской губернии // Известия Московского энтомологического общества, 1922, т. 2, с. 104—115.
- До біології великої соснової свинки (Hylobius abietis L.). В: Труды по лесному опытному делу Украины, вып. 9, с. 95–118. — К.: Центральне всеукраїнське управління лісами, 1928.
- Дубовий скрипун в українських лісах. — Український лісовод, 1928, 5-6:33-34.
- До питання про ловчі канавки як способ боротьби з великою сосновою свинкою (Hylobius abietis L.). В: Труды по лесному опытному делу Украины, вып. 9, с. 119—135. — К.: Центральне всеукраїнське управління лісами, 1928.
- Про паразитів на соснових трачах. В: Союзліспром. — Харків: Держтехвидав, 1931. — 96 с. : (Серія наукових видань Українського зонального науково-дослідчого інституту лісового господарства й лісової промисловості ; вып. 2).
- До питання про шкоду, що її зчиняють личинки платівчастовусих жуків у лісовому господарстві. В: Захист лісу, вип. 14. Збірник праць УкНДІ лісового господарства та агромеліорації. Київ–Полтава, 1936, с. 24-34.
- Жолудевий довгоносик. В: Захист лісу, вип. 14. Збірник праць УкНДІ лісового господарства та агромеліорації. Київ–Полтава, 1936, с. 24-34.
- Таблиці для визначення личинок вусачів. В: Захист лісу, вип. 14. Збірник праць УкНДІ лісового господарства та агромеліорації. Київ–Полтава, 1936, с. 95-119.
- Про вплив первинних шкідників на приріст дерева // Захист лісу. — Вип. 14. — Київ, Полтава, 1936.— С. 35–51 (У співавторстві з В. Л. Циопкало)
- Лісові шкідники і хвороби. — Харків, 1935. (У співавторстві з А. Іллінським, П. Клюшником і В. Л. Циопкало)
- Вредители полезащитных полос — Харьков: Украинский НИИ агролесомелиорации и лесного хозяйства, 1939. — 74 с.